# Litera.hu
A Litera.hu, vagy csak egyszerűen Litera magyar irodalmi portál, a kortárs irodalom naponta frissülő fóruma. 2002-ben alakult, kiadója a Litera.hu Kft. A kiadó és a szerkesztőség székhelye Budapesten van.
A Litera ugyanaz szeretne lenni – írta 2011-ben, másodszori főszerkesztői beköszönőjében Keresztury Tibor –, „mint 2002-es indulásakor: a magyar irodalmi élet, az irodalmi hír- és tartalomszolgáltatás internetes központja, a könyves szakma és az olvasói közösségek platformja, rendszeres nyilvános rendezvényei révén pedig a kortárs magyar irodalom produkciós műhelye.”

## Története
Az alapítók: Csejdy András, Keresztury Tibor, Nagy Gabriella és Sebők Marcell 2002 tavaszán találkoztak először. Az első „hivatalos” szerkesztőségi ülést szeptember 12-én tartották, és az irodalmi portál 2002. október 15-én jelent meg az interneten. November 21-én a Literát  Keresztury Tibor főszerkesztő és Závada Pál író mutatta be a sajtó és a szakma képviselőinek. A kft-t 2003-ban jegyezték be.
Egy évvel az alapítás után a portált egy laptársa így jellemezte: „a kortárs irodalommal, a jelenkorban megszülető-megszületett írásokkal foglalkozik, de nem a bennfentesek hűvös, bölcsészszagú nyelvén. Jó példa erre a Hadd szóljon rovat, ahová bárki beküldheti írását – már ha van mersze, és főként tehetsége. A honlap legnagyobb érdeme mégiscsak az, hogy elhiteti: hihetetlenül izgalmas események (vagy inkább nagy e-vel: Események) történnek a kortárs irodalomban.”
- 2003-ban a Litera hivatalos tartalomszolgáltatója lett a Budapesti Nemzetközi Könyvfesztiválnak és az Ünnepi Könyvhétnek; ekkor készült első exkluzív interjújuk külföldi íróval, Mario Vargas Llosával. A szerkesztőség a későbbi években is rendszeresen kitelepült a könyvünnepekre és küldte róluk tudósításait, interjúit.
- 2004. május 1-jén, az Európai Unióhoz csatlakozás napján Eurovízió címen egész napos rendezvényt szerveztek írók csatlakozási beszédeivel, gyermekprogramokkal, és a témával kapcsolatos szövegekből antológiát állítottak össze.
- 2005-ben a Literát Pulitzer-emlékdíjjal tüntették. József Attila dosszié címen megemlékezést tartottak a költő születésének 100. évfordulóján.
- 2006-ban megalapították és először adták át a Litera-díjat. Új kezdeményezés volt, bár még kezdetleges eszközökkel működött a LiteraTV. Március 1-jén Németh Gábor író lett a portál főszerkesztője, miután Keresztury Tibort a stuttgarti Magyar Intézet vezetőjévé nevezték ki.
- 2008 elején a szerkesztőség Stuttgartba repült, ahol bemutatkozhatott a német ajkú olvasóközönségnek. Szeptemberben Németh Gábor helyett Kőrösi Zoltán lett a főszerkesztő. A Litera saját eseményein kívül tovább folytatta új irodalmi szövegek és kritikák közlését, fontos irodalmi történésekről, könyvmegjelenésekről tudósított. 2008-ban elnyerte a Magyar Nyelv Éve-díjat. Ugyanekkor indult egyik népszerű interjúsorozata is, az Írogatsz még?
- 2011-ben hazatért és újra átvette a főszerkesztői munkát Keresztury Tibor.
- 2012-ben 10 éves lett a Litera. Visszatekintő sorozatukban havonta újraközlésekkel, kommentárokkal, emlékezésekkel elevenítették fel maguknak és olvasóiknak az elmúlt évtized fontos eseményeit.[3]

2012-ben több kulturális portálnak, köztük a Literának nyújtott NKA-támogatás csökkent. Ezt akkor az egyik testvér-portál, a Revizor Online főszerkesztője így kommentálta: "A Litera támogatási összege is botrányosan alacsony. Ők túlnyomórészt irodalommal foglalkoznak, azon belül viszont minden műfajban adnak nívós tartalmat. A Litera a mai magyar irodalom fontos gyűjtőhelye. Cikkeik-írásaik egy részében neves szerzők ingyen közreműködnek. [Ez] Nincs rendjén.  A Litera látogatottsága jó, „szórása” nagy. Ár-érték viszonyt nézve is többet érdemel."
- 2015 októberében Nagy Gabriella lett a főszerkesztő.
- 2016-ban újabb csökkentés következett, a portál csak 6,8 millió forint támogatást kapott. A főszerkesztő erre így reagált: „nem vagyunk hajlandóak a szerzők és saját magunk súlyos kizsákmányolásával, társadalmi munkában, jószerével ingyen dolgozni és dolgoztatni, csak azért, hogy megmaradjunk. Úgyhogy előremenekülünk, és megpróbáljuk előteremteni a költségvetésünkből hiányzó hétmillió forintot.”[5]
- 2017: A Litera megünnepelte 15. születésnapját. Ekkor volt A Szerelmes Arany elnevezésű pályázatuk díjátadója. Az ünnep alkalmából az alapító főszerkesztővel, Keresztury Tiborral készítettek nagyvizit-interjút.[6]
- 2019 elejére a portál megújult: egyrészt erősebb technikai háttérrel, megváltozott kinézettel, átláthatóbb rovatstruktúrával jelentkezett, másrészt elhatározta, hogy az irodalom mellett a korábbinál erősebben igyekszik a legfontosabb társadalmi kérdésekre koncentrálni.[7]
- 2023: támogatói kampányuk keretében május 10-én létrehoztak egy írók és olvasók közösségének nevezett Litera Klubot.[8]

## Tartalom, felület
A Litera – hangsúlyozottan irodalmi portál. Elsődlegesen a kortárs magyar és részben a kortárs külföldi irodalommal foglalkozik: szerzőknek nyújt bemutatkozási vagy megjelenési lehetőséget, új irodalmi műveket vagy azokból részleteket ad közre, kritikát, könyvismertetést, szemlét, interjút, publicisztikát közöl, irodalmi és kulturális eseményekről ad hírt vagy tudósít, pályázatokat hirdet meg, hang- és videoanyagokat készít. A jelen és a közelmúlt nagyon sok kiemelkedő költője, írója, kritikusa, lapszerkesztője, de számos új vagy kevésbé ismert szerző és írás is megjelent/megjelenik oldalain. Naponta frissülő anyagai a közönség széles rétegeihez szólnak.
Menürendszere, rovatstruktúrája egyszerű, jól áttekinthető. Fő menüit vagy rovatait – Hírek, Magazin, Irodalom, Média – a HLO (Hungarian Literature Online), a magyar irodalom angol nyelvű honlapja egészíti ki. A Literán kínált tartalmakat az évek során egyre újabb formai és műfaji megoldásokkal tették változatossá. Az összetartozó témák, sorozatok, alrovatok a portál felületén dossziékba rendezve sorakoznak és kereshetők.
- A Magazin menü rovatai: Interjú, Kritika, Tudósítás, Összeállítás. A Kritika rovatban találhatók pl. a korábbi évfolyamok szubjektív hangvételű lapszemléi is Szilasi Lászlótól, (2011 előtt)[9] a későbbiek Jánossy Lajostól (kb. 2011-2014)[10]
- Az Irodalom menüben van pl. A hét verse és A hét prózája;[11] A hét csodája;[12] Olvass bele! vagy Első közlés című rovat. Az utóbbiból érhető el többek között Kornis Mihály folytatásokban megjelenő regénye.
- Média menü. A Litera produkciós műhelyként (LiteraTV) videókat, filmeket is készít, többek között saját, évenként rendezett előszilvesztereiről, valamint interjúsorozatokat, portréfilmeket is. Ebben a menüben található Litera Podcast és/vagy A meghívás fennáll sorozatcímen számos korábbi és frissebb kritikai beszélgetés (hanganyag, korábban Litera Rádió címen) költőkkel, szerzőkkel.
- A hónap szerzője sorozatban mindig egy-egy költő, író áll a figyelem középpontjában. Készül vele interjú, bemutatják munkáit, részletet közölnek új műveiből.
- Az interjúk közül kiemelkedik a Nagyvizit elnevezésű sorozat: a szerzőt otthonában keresi fel és készít vele átfogó életinterjút a Litera, fotókkal vagy esetleg videóval kísérve. Az első évben Esterházy Péternél készült nagy-interjú, és ez műfajteremtőnek bizonyult. Azóta minden évben tartanak Nagyvizitet, akár évente többet is. „A nagyvizitekből mára kb. 700 oldalas könyvet adhatnánk ki, a naplókból pláne.” (Nagy Gabriella)[13][14]
- A Netnapló a Litera külön műfaja, bár már mások is átvették. Több fajtája van, az alap természetesen a szerzői napló. A Műhelynapló szövegeit egy héten át irodalmi-kulturális műhelyek: folyóiratok, kiadók, irodalmi szervezetek, kisebb társaságok írták/írják (pl. Pannonhalmi Szemle – 2011. október; 2000 folyóirat – 2016. június; Penna Írósuli – 2011. december). A Költözőnaplót a Litera maga írta a szerkesztőség irodájának költözése alkalmából 2011-ben[15] és 2013-ban.[16] A pandémia első évében a Litera szerkesztői, munkatársai és gyakornokai Karanténnaplót vezettek (2020. március-április), majd az Átváltozó Egyesületnek, a Nyugodt Szív Alapítványnak (2020. május) és másoknak adtak helyet a portál oldalain.
- Privát rendszerváltás címen indítottak újabb sorozatot 2019-ben: emlékezések, személyes történetek különböző szerzőktől a rendszerváltás 30. évfordulóján. Ehhez hasonlóan készült a centenárium alkalmából a Privát Trianon sorozat (2020), de már videóra felvéve.[17]
- Az év utolsó hetében jelentkezik az Év végi körkérdés sorozat: a megkérdezett szerzők és szerkesztők válaszai áttekintést nyújtanak az év emlékezetes könyveiről, műveiről, irodalmi eseményeiről. 2019-ben új körkérdés-sorozat indult, A dolgok állása, melyben magyar és külföldi írókat kérdeznek a 21. század gondolati-szellemi változásairól, áramlatairól.[18]
- A 2023 májusában indított Litera Klubhoz kapcsolódva új rovat is indult: A hét írója. Ami egyúttal azt is jelenti, hogy megszűnt a korábbi években megismert A hónap szerzője rovat.[19]

## Szerkesztőség
Főszerkesztő:
- Keresztury Tibor 2006. március 1-ig
- Németh Gábor 2006. március 1-től
- Kőrösi Zoltán 2008. szeptember 15-től  2011-ig
- Keresztury Tibor (másodszor) 2011-től 2015. október 1-ig (akkor az MKKE elnöke lett)
- Nagy Gabriella 2015. október 1-től (korábban a felelős szerkesztő)

Szerkesztők:
- Jánossy Lajos
- Szekeres Dóra
- Modor Bálint

HLO-szerkesztők:
- Owen Good
- Szekeres Dóra

Fotós: Valuska Gábor